# کمال‌پور، پاکستان
کمال‌پور (به انگلیسی: Kamalpur) یک روستا در پاکستان است که در پنجاب واقع شده‌است.